# 是非に及ばず
是非に及ばず（ぜひにおよばず）は、物事を判断する際に用いる言葉。織田信長が本能寺の変の際に述べた言葉として知られる。

## 概要
現代の用法は物事の良し悪しややり方などを議論する必要が無かったり、もはやそのようにするような段階ではない場合を表す言葉。どうにもならなかったり、やむをえなかったり、仕方がなかったりするようなことである。

## 歴史
本能寺の変が起きた際に、織田信長は家臣にいかなるものの仕業かと問うたところ、明智光秀の仕業であると知らされ、その際に是非に及ばずと述べたと伝えられる。
濱田浩一郎は、織田信長には幾度も家臣や味方の裏切りがあり、それに対して怒りをぶつけるのではなく、まず話を聞こうという姿勢であったり、家臣や味方の要望に応えることで無駄な争いをせずにすむならば、それが良いと考えていたとする。本能寺の変では死に対する達観と、部下を説得できなくて仕方がないということで是非に及ばずと述べたのではないかとする。
大原浩は、織田信長は自らが行っていた実力主義の犠牲で本能寺の変が起きて、織田信長は明智光秀の仕業であると分かったときに、是非に及ばずと述べて動揺のそぶりさえしなかったのは、実力主義を推進すれば自らにどのような災難が起きるか良く分かっていたからであるとする。
1573年に織田信長が細川藤孝に黒印状を送り、ここでも是非に及ばずが用いられている。ここでは足利義昭が織田信長に反旗を翻したために室町幕府が崩壊することになったこと対して是非に及ばずと述べている。ここでの是非に及ばずは、言語道断や、けしからんという意味になる。
実際には織田信長は本能寺の変の際には、是非に及ばずとは述べていないともされる。これは太田牛一の『信長公記』での創作ではないかともされる。太田牛一は本能寺の変の当日には京都には居なくて加賀に居た。そこで遅れて本能寺の変のことを聞き京都に戻り、1週間後に到着する。それから織田信長の死亡まで側に居た女共から聞いて事実を掌握したとする。だが実際には本能寺の変の時には厨房には下働きの女は2人ほど居ただろうが、他には際立った女は居なかった。